# Parcul Național Vapor Cué
Vapor Cué este un parc național din Paraguay, aflat la 4 km de Caraguatay. Are o suprafață de 54 de hectare.